# Kōtarō Samukawa
Kōtarō Samukawa (寒川光太郎, Samukawa Kōtarō, 1er janvier 1908 - 25 janvier 1977) de son vrai nom Norimitsu Sugawara (菅原憲光, Sugawara Norimitsu) est un romancier japonais, né à Haboro sur l'île de Hokkaidō,
En 1939, il reçoit le Prix Akutagawa pour Mitsuryōsha (密猟者).